# 微甜女孩
微甜女孩WAYSugar，為臺灣女子演唱團體，是由三位具有各自獨特風格的女孩組合而成。

## 團名
WAYsugar前三個字母取自於三位團員英文字母字首，成員包括Wawa娃娃、Apple愛波以及Yibi牙牙。而微甜女孩這個名字，一開始的發想是希望比其他女團更有自己的個性，而不是只有甜美。

## 還款風波
2019之農曆年假過後，突然有多家香港及澳門的公司先後發出聲明，指謫微甜女孩及其經紀公司絕頂創意商行欠款。
2019年2月11日，香港商 THISVO 公司的余嘉允發出聲明，指於數月前（2018年11月），台灣（即微甜女孩 WAYsugar之經理人）向該公司借款以作該女子組合之來港經營費。由2018年11月至今，曾使用不同藉口來推延還款。THISVO 公司指已將有關事宜委託法律團隊追討相關賠償，亦同意把事件由法律部門交由警方調查，同時不排除將於適當時候入禀香港或台灣之司法機構將事件訴諸法律處理，更不排除提請將該等公司清盤及解散，希望該公司盡快正視及解決問題。
同日，澳門的簡約娛樂有限公司亦發出聲明，指微甜女孩之所謂公司及經理人亦曾經向該公司借款，使藝人工作及心理均受到影響。外界差測被恐嚇的藝人為澳門歌手小瑜。
2019年2月12日，香港梵高娱乐有限公司亦发出與 THISVO 雷同的声明，
欠款風波發生之後，多家港澳台媒體均有報道。更有網民翻查以往報道，發現微甜女孩以及其經紀公司，早已有欠款的前科。

## 音樂作品
錄音室專輯：
1. 《愛麗絲 (專輯)》（2017年）

## 外部連結
- WAYSugar微甜女孩的Facebook專頁
- WAYSugar微甜女孩的Instagram帳戶